# Trastorn generalitzat del desenvolupament
El Trastorn Generalitzat del Desenvolupament (TGD) és un terme utilitzat en DSM-IV (1994) i en el CIM-10, que correspon en gran manera als trastorns de l'espectre autista (TEA) en el DSM-5. Aquests trastorns del desenvolupament apareixen en la infantesa. Es caracteritzen per alteracions en certes funcions cognitives que afecten les habilitats de comunicació o la socialització de l'individu, juntament amb interessos limitats o comportaments repetitius.

## Història
L'arribada de la noció de «trastorns generalitzats del desenvolupament» en anglès pervasive developmental disordersen, elimina la noció de «psicosi» de les classificacions internacionals. La versió DSM-IV-R del DSM manté aquesta classificació, tot i que se sospita que la síndrome de Rett i el trastorn desintegratiu infantil, inclosos en el TGD, tenen diferents orígens genètics.

## Simptomatologia
Per al CIM-10, els TGD (codi del F84.0 fins a F84.9) es defineixen com «un grup de desordres caracteritzats per alteracions qualitatives de les interaccions socials recíproques i de les modalitats de comunicació, així com per un repertori d'interessos i activitats estereotipats i repetitius. Aquestes anomalies qualitatives constitueixen una característica generalitzada del funcionament del subjecte, en totes les situacions». Els trastorns generalitzats del desenvolupament (TGD) tenen en comú una associació símptomes coneguts com la tríada de Wing, de l'investigadora anglesa Lorna Wing, que va demostrar amb un estudi clínic i estadístic que aquesta associació de tres categories de símptomes es produïen amb més freqüència de que si ho haguessin fet a l'atzar, de manera que ho va interpretar com una síndrome (conjunt de signes i símptomes). Aquests trastorns inclouen: 
- trastorns de la comunicació verbal i no verbal,
- trastorns en les relacions socials,
- interessos limitats i / o comportaments repetitius.

La gravetat dels símptomes varia d'un individu a un altre. La subdivisió actual (en el CIM-10) en 5 categories molt diferents l'una de l'altra complica les taules clíniques. La gravetat dels símptomes també és variable al llarg de la vida, amb una relativa tendència espontània a la millora, fins i tot en absència de gestió educativa específica, però en general aquesta evolució espontània favorable continua sent molt modesta excepte en les formes menys severes i, excloent la síndrome de Rett de l'evolució neurològica degenerativa i els trastorns desintegratius de la infància, la seva evolució psicopatològica és peculiar. Per tant, es pot diagnosticar el TGD a persones que presenten dificultats d'intensitat radicalment diferents.
La tendència és utilitzar el terme «trastorn de l'espectre autista» (TEA), utilitzat en el DSM-5 (classificació americana), per referir-se a l'extensió dels trastorns característics del TGD.
La classificació DSM-IV (actualment obsoleta) va permetre l'ús del diagnòstic del trastorn generalitzat del desenvolupament no especificat (PDD-NOS) per explicar les situacions on els trastorns estan presents en només dues de les tres categories de símptomes. Aquest últim diagnòstic de PDD-NOS incloïa, doncs, una part substancial de les patologies del TGD.
Així, els trastorns de la comunicació poden anar des del mutisme total amb la incomprensió del llenguatge parlat i escrit i l'absència de mímiques congruents a l'estat d'ànim, a dificultats de comunicació centrades en la rellevància de la comunicació verbal (especialment en termes de comprensió d'implícites) i no verbals (comunicació gestual, expressions facials) i adaptació a l'interlocutor. En aquests casos, el vocabulari fins i tot pot ser precís, fins i tot pedant, i el temps o la entonació de la veu poden semblar estranys, però aquests no són criteris obligatoris.
Els trastorns de la socialització poden variar des de la manca de contacte social (fins i tot per satisfer necessitats fisiològiques com la fam), a situacions on la persona busca tenir amics però no sap com fer-ho, o és una presa fàcil de la manca d'escrúpols dels altres, a causa d'una gran ingenuïtat (molt més gran del que es pot esperar en una persona de la mateixa edat i Quocient Intel·lectual comparable).
Finalment, les àrees d'interessos limitats o comportaments repetitius també poden variar des de situacions en què la persona només es preocupa per conductes repetitives i no funcionals (activitat d'enumeració, estereotips gestuals, tics, ganyotes, deambuleig, etc.) fins a la perseverança, dificultats de tractar temes de conversa diferents dels interessos de la persona, o compulsions i obsessions que poden provocar a primera vista un trastorn obsessivocompulsiu. En les formes menys severes del TGD, la persona afectada pren consciència del caràcter inusual dels seus interessos i desenvolupa estratègies per amagar-les o reduir-ne l'impacte en la seva vida social. De vegades té aquestes formes relativament lleus, que aquest criteri és acceptat o atenuat per l'entorn, i la persona no ho reconeix fins que va a la consulta.
És freqüent trobar moltes persones amb trastorns del desenvolupament de diferents graus dins d'una mateixa família extensa.

## Classificació
La classificació mèdica de referència per als trastorns generals del desenvolupament és la 10a edició de la Classificació Internacional de les Malalties (CIM-10) de l'Organització Mundial de la Salut (OMS). En aquesta classificació, així com en la classificació americana Diagnòstic i Manual Estadístic dels Trastorns Mentals (Diagnostic and Statistical Manual of Mental Disorders, DSM) aquests trastorns es troben sota la categoria de trastorns del desenvolupament que apareixen en nens petits i que persisteixen en l'edat adulta.
A partir de la tercera edició del Diagnòstic i Manual Estadístic dels Trastorns Mentals (DSM-III) de 1981, el terme «psicosi» desapareix de la cinquena versió de la Classificació Internacional de Malalties (CIM-10) i del DSM-IV-TR. La psicosi és, segons els autors, la gravetat d'una patologia en el sentit psiquiàtric, és la precocitat d'arribar al desenvolupament psicològic i emocional del nen, o l'estructura psicopatològica de subjecte en la matèria en referència als enfocaments psicoanalítics (freudiana, kleiniana, lacanià).
La síntesi dels coneixements de l'Alta Autoritat de Salut francesa (Haute Autorité de santé) estableix sobre aquest punt com que els termes psicosi precoç (vegeu CFTMEA-R) o psicosi infantil, i psicosi infantil precoç són constatats a causa de les dificultats d'interpretació que causen.
La comunitat psiquiàtrica i psicològica francesa i la Classificació francesa de trastorns mentals de nens i adolescents (Classification française des troubles mentaux de l'enfant et de l'adolescent, CFTMEA), tanmateix, encara utilitzen el terme «psicosi», i en el cas de l'autisme el de «psicosi d'inici precoç». Segons Geneviève Macé de l'associació Autisme France, aquest últim enfocament tindria quatre desavantatges:
- augmenta l'angoixa dels pares perquè el fill rep diagnòstics diferents;

- és un obstacle per la investigació internacional sobre la genètica de l'autisme en França;

- afavoreix l'hospitalització en detriment d'una educació adaptada;

- afavoreix les teories psicoanalítiques a costa d'altres enfocaments.

El DSM-IV és la referència de classificació americana i la CFTMEA és una referència francesa. No obstant això, a França, segons les recomanacions de l'Alta Autoritat de Salut, el diagnòstic s'ha de actualment a partir de classificacions internacionals. Quan es fa un diagnòstic amb la classificació francesa CFTMEA, cal esmentar explícitament l'equivalent al CIM-10 (l'ús de les classificacions internacionals pretén que tots els professionals i pares tinguin una millor comunicació per ús de la mateixa terminologia). Els trastorns generalitzats del desenvolupament tendeixen a agrupar-se sota el nom genèric de Trastorns de l'Espectre Autista (TEA), tot i que les distincions queden dins d'aquest espectre.
Segons una publicació de juliol de 2009 de l'associació Autisme-Europe: « El terme de diagnòstic TEA reemplaça actualment a autisme i també trastorn generalitzat del desenvolupament per fer èmfasi en l'especificitat dels trastorns del desenvolupament social i la gran variabilitat dels símptomes individuals».
| CIM-10 | CIM-10                                                   | DSM-IV                                                   | DSM-5         | CFTMEA |
| ------ | -------------------------------------------------------- | -------------------------------------------------------- | ------------- | --- |
| F.84   | TGD                                                      | TGD                                                      | TEA           | Psicosi precoç (TGD) |
| F.84.0 | Autisme infantil                                         | Trastorns autístics                                      | Inclòs al TEA | Autisme infantil precoç (tipus Kanner) |
| F.84.1 | Autisme atípic                                           | N/D                                                      | Inclòs al TEA | Altres formes d'autisme: - Psicosi precoç deficitària - Retard mental amb trastorns autístics - Altres psicosis precoces o altres - TGD - Disharmonia psicòtica |
| F.84.2 | Síndrome de Rett                                         | Síndrome de Rett                                         | N/D           | Trastorn desintegratiu infantil |
| F.84.3 | Altres trastorns desintegratius infantils                | Trastorn desintegratiu infantil                          | N/D           | Trastorn desintegratiu infantil |
| F.84.4 | Trastorns hiperactius amb retard mental i estereotipíes  | N/D                                                      | N/D           | N/D |
| F.84.5 | Síndrome d'Asperger                                      | Síndrome d'Asperger                                      | Inclòs al TEA | Síndrome d'Asperger |
| F.84.8 | Altres trastorns generalitzats del desenvolupament       | N/D                                                      | N/D           | N/D |
| F.84.9 | Trastorn generalitzat del desenvolupament no especificat | Trastorn generalitzat del desenvolupament no especificat | Inclòs al TEA | N/D |

## Diagnòstic
Aquests trastorns estan definits per la CIM-10 i el DSM-IV. Les categories de diagnòstic inclouen:
- autisme (autisme infantil, autisme atípic),
- síndrome de Rett,
- trastorn desintegratiu infantil,
- síndrome d'Asperger,
- trastorn generalitzat del desenvolupament no especificat.

El terme «trastorn generalitzat del desenvolupament» es refereix a diferents trastorns, per la qual cosa és més una categoria de diagnòstic més que no pas un diagnòstic específic.